# Дудаев, Алан Ильич
Ала́н Ильи́ч Дуда́ев (осет. Дудайты Илиайы фырт Алан; род. 18 мая 1981, Беслан, Северо-Осетинская АССР) — российский борец вольного стиля, чемпион мира 2005 года.

## Биография
Родился 18 мая 1981 года в городе Беслан, Северная Осетия, в осетинской семье. Выпускник Северо-Осетинского государственного университета. Тренировался в спортивном клубе «Аланы». В сборной команде России состоял с 2004 года. Выступал за ЦСКА. Личный тренер — Гозоев Валентин Андреевич. В 2008 году был признан лучшим спортсменом Северной Осетии.
Женат, живёт в Беслане.

## Спортивные достижения
- Чемпион мира (2005)
- Чемпион России (2005)
- Обладатель кубка мира (2008)
- Двукратный победитель турнира серии Гран-при «Иван Ярыгин» (2005, 2008)
- Победитель чемпионата мира среди военнослужащих в Баку (2006)[1]
- Обладатель Кубка губернатора Краснодарского края в Краснодаре (2007)[2]
- Победитель мемориал Али Алиева в Махачкале (2007)[3]
- Двукратный победитель международного турнира имени Шамиля Умаханова в Хасавюрте (2004, 2008)[4][5]
- Победитель международного турнира на призы главы нефтеюганского района Владимира Семенова в Нефтеюганске (2009)[6]